# Code Insee
Le code Insee est un code numérique ou alphanumérique, élaboré par l'Institut national de la statistique et des études économiques (Insee), service public français chargé de la production et de l'analyse des différentes données statistiques concernant les collectivités, la géographie, les populations et les entreprises. Ainsi, le code officiel géographique (COG) est la nomenclature des communes françaises établie par l’Insee et la nomenclature d'activités française (NAF) permet de classer les entreprises selon l'activité exercée.
L'Insee assure également la gestion de plusieurs grands répertoires dont le répertoire national d'identification des personnes physiques (RNIPP) qui immatricule chaque personne à sa naissance sous un numéro d'identification, le NIR, et le répertoire national d'identification des entreprises et des établissements, plus connu sous le nom de SIRENE, qui répertorie l'ensemble des entreprises et des établissements exerçant leur activité en France.

## Identification des individus
En France, chaque personne est identifiée dès sa naissance par un numéro composé de quinze chiffres : le numéro d'inscription au répertoire (NIR), également appelé numéro de sécurité sociale. Il fut à l'origine appelé aussi « numéro de Français ». Le projet de développer les usages du NIR (projet SAFARI) au début des années 1970 a conduit, en 1978, au vote de la loi informatique et libertés, modifiée en 2004 et à la création de la Commission nationale de l'informatique et des libertés (CNIL). L'usage du NIR dans un traitement automatisé d'informations est depuis cette date limité et strictement réglementé : il ne peut être autorisé qu'après décret en Conseil d'État.

## Identification des collectivités locales (et autres données géographiques)
Le Code officiel géographique (COG) est la référence légale éditée par l’Insee, qui rassemble les codes et libellés des communes, des cantons, des arrondissements, des départements, des régions, des collectivités d'outre-mer, des pays et territoires étrangers. On se réfère souvent à l'un ou l'autre de ces codes géographiques en parlant de code Insee :
- Le code région contient deux chiffres (y compris en outre-mer). Le code "00" est réservé aux données interrégionales, le code "99" aux régions étrangères. Il est distinct du code à trois lettres (auparavant une seule lettre avant la réforme du fusion des régions de métropole) suffixant le préfixe "FR"  pour les régions françaises (en métropole et dans les régions d'outre-mer) dans la norme internationale ISO 3166-2.
- Le code département contient deux à trois chiffres ou lettres. Il se retrouve sur les plaques d'immatriculation, c'est le code le plus connu et (en métropole seulement) il correspond au code suffisant le préfixe "FR" dans la norme internationale ISO 3166-2. Deux chiffres le composent en métropole (sauf en Corse dont les départements administratifs sont codés "2A" et "2B" au lieu de "20" avant sa départementalisation ; la fusion des collectivités territoriales départementales et régionale de Corse n'a pas modifié la codification géographique des autres collectivités). En outre-mer les codes sont à trois chiffres et commencent par "97" (pour les départements d'outre-mer et la collectivité de Saint-Pierre-et-Miquelon), ou "98" (pour les autres collectivités d'outre-mer et les territoires sui generis).
- Le code arrondissement contient un chiffre. Il est le plus souvent employé en le concaténant au code département.
- Le code canton contient deux chiffres. Il est le plus souvent employé en le concaténant au code département.
- Le code commune contient cinq chiffres ou lettres (concaténation du code département et de la codification sur trois chiffres de la commune ou de l'arrondissement municipal à Paris, Lyon et Marseille, ou sur deux chiffres pour les communes en outre-mer). Il est le plus employé dans les données statistiques de l'Insee, et est utilisé aussi dans les numéros d'identité et d'état-civil des personnes physiques (voir ci-dessus).

Le Code officiel géographique est révisé chaque année, en fonction notamment des fusions et associations de communes ou de territoires, et des changements de dénomination.
À ce code géographique, l'Insee a défini avec les communes une codification de leurs "grands quartiers" sur sept chiffres ou lettres, en ajoutant deux chiffres soit au code géographique sur cinq chiffres ou lettres de la commune, soit au code géographique de l'arrondissement municipal (à Paris, Lyon et Marseille).
Ces grands quartiers sont eux-mêmes subdivisés en « IRIS » à la finalité statistique (où deux chiffres sont ajoutés aux codes de grands quartiers), codés sur neuf chiffres ou lettres.  Ces grands quartiers n'ont pas toujours de noms définis par les communes, juste des numéros d'ordre correspondant à leur codification. Les communes non divisées en IRIS ont un unique code grand quartier défini à "00". Toutes les autres communes "irisées" ont toutes au moins un code de grand quartier commençant par "01" (et souvent sans libellé défini ou nommé comme la commune ou encore parfois désigné comme "Grand quartier n° 1", si c'est le seul grand quartier pour la commune entière pour regrouper tous ses IRIS; ce libellé n'est pas significatif dans ce cas ; dans les communes irisées, le libellé du grand quartier peut être identique à celui d'un de ses IRIS, ou peut être le nom de la commune avec un qualificatif comme "centre" ou "sud" ou bien juxtaposer tout ou partie des noms de leurs IRIS). Les IRIS eux-mêmes ont un libellé qui correspond souvent à des noms de quartiers traditionnels ou à des toponymes locaux (d'anciens lieux-dits, d'ouvrages ou de monuments), ou encore à tout ou partie des noms de rues qui les localise facilement dans la commune.
Dans certaines données où le secret statistique doit être préservé (et conformément aux exigence de la loi informatique et libertés et à l'avis de la CNIL concernant les données à caractère personnel ou personnellement identifiables), les IRIS (y compris les communes non irisées, assimilées chacune tout entière à un IRIS) peuvent être regroupés (souvent par groupe de trois) en "TRIRIS", sans tenir compte des frontières de quartiers (ou de communes pour celles non divisées en IRIS, ou même parfois de département en métropole). Les TRIRIS sont codés sur six chiffres ou lettres (qui permet de distinguer ces codes de ceux pour les grands quartiers ou les IRIS) : le code du département à deux chiffres ou lettres (ou les chiffres "00" pour les TRIRIS interdépartementaux en métropole uniquement, ou les codes "9A" à "9F"  qui se substituent aux codes "971 à 976" pour les départements d'outre-mer) et sont ensuite numérotés séquentiellement par département avec un code à 3 chiffres, et terminé par un chiffre indicateur de TRIRIS (en général le chiffre "1" à moins d'une recomposition ultérieure du zonage urbain). Le regroupement des IRIS en TRIRIS est d'autant plus nécessaire que les IRIS ont également un type codée distinguant ceux essentiellement à usage d'habitation (type "H"), ceux à usage d'activités (type "A") et les autres à usage divers (type "D", incluant des zones rurales ou forestières, très peu densément peuplés), et que le secret statistique impose un seuil minimal de population pour certaines données (ce qui ne permet pas la communication publique de ces données partout à l'échelle la plus fine des IRIS, par exemple les données de revenus des ménages ou le taux d'emploi).
L'Insee codifie également sur cinq chiffres ou lettres les "unités urbaines" qui incluent des communes entières : deux chiffres ou lettres pour le département (y compris en outre-mer avec les codes "9A" à "9F" qui se substituent aux codes "971 à 976") suivi d'un code à 3 chiffres attribué séquentiellement dans ce département. au nom de l'unité urbaine. Là encore, si une unité urbaine dépasse les frontières du département (uniquement en métropole), l'unité urbaine est codifiée dans une séquence attribuée nationalement avec les deux chiffres initiaux "00" remplaçant le code de département. Les aires urbaines sont constituées de communes entières (incluant leurs grands quartiers et les IRIS éventuels), chaque commune incluse ne pouvant appartenir qu'à une seule unité urbaine ; de plus, les TRIRIS ne sont pas découpés par les aires urbaines, les TRIRIS ne pouvant comprendre que des IRIS de communes (ou des communes non irisées) de la même unité urbaine.

## Identification des entreprises

### Numéro SIREN
Le numéro SIREN (système d'identification du répertoire des entreprises) est attribué aux entreprises françaises lors de leur immatriculation quelle que soit leur forme juridique. Il est national, invariable et dure le temps de la vie de l'entreprise. Il correspond au NIR des personnes physiques.
Il est composé de neuf chiffres, les huit premiers sont attribués séquentiellement (sauf pour les organismes publics commençant par 1 ou 2), le neuvième est une clé de contrôle (modulo 10, suivant l’algorithme de Luhn).
Il sert de base pour le numéro d'inscription au registre du commerce et des sociétés (RCS), pour le numéro d'inscription au répertoire des métiers (RM) et pour le numéro d'opérateur sur le marché intracommunautaire (TVA).
Par exemple : le numéro de SIREN 404 833 048 désigne une entreprise privée avec le numéro national 404 833 04 et la clé de contrôle 8.

### Numéro SIRET
Le numéro SIRET (système d'identification du répertoire des établissements) correspondant à l'identification d'un établissement d'une entreprise. En effet, une entreprise peut avoir un ou plusieurs établissements (localisations géographiques). Le SIREN associé à un numéro interne de classement (NIC), composé de cinq chiffres (les quatre premiers sont séquentiels, le cinquième est une clé de contrôle calculée modulo 10 sur le numéro complet selon l’algorithme de Luhn), forme le numéro SIRET.
Par exemple : 404 833 048 00022 correspond au deuxième établissement de l'entreprise précédente (0002), avec la clé de contrôle 2 pour le SIRET complet.

### Numéro de TVA intracommunautaire
Le numéro de TVA intracommunautaire a été créé le 1er janvier 1993 pour garantir les échanges commerciaux intracommunautaires.
Pour la France, il est composé des lettres FR, complétées d'une clé de deux chiffres ou lettres attribuée par le centre des impôts du lieu d'exercice de l'entreprise, et du numéro SIREN à neuf chiffres. Par exemple pour l'entreprise déjà citée : FR 83 404 833 048.
La clé française suit la règle suivante :
Clé TVA = [12 + 3 × (SIREN modulo 97)] modulo 97
c'est-à-dire pour l'exemple précédent :
Clé TVA = [12 + 3 × (404 833 048 modulo 97)] modulo 97 = [12 + 3 × 56] modulo 97 = 180 modulo 97 = 83
Grâce à cette règle, il est aisé de connaître le numéro de TVA intracommunautaire à partir du numéro SIREN.
Toutefois, le contrôle de ces clés n'implique pas l'existence réelle du numéro de TVA intracommunautaire concerné, puisque, par exemple, une entreprise radiée vérifie le même calcul. Il existe aussi des exceptions à cette règle, la clé TVA peut contenir une lettre par exemple "0T". La validité réelle (sous réserve de mise à jour) d'un identifiant de TVA particulier peut être vérifiée sur le site de la Commission européenne.
Dès lors, à partir d'un numéro d'inscription à un registre du commerce et des sociétés (SIREN ou SIRET,), il est possible d’enchaîner (calcul théorique de la clé) puis de vérifier la validité du numéro de TVA intracommunautaire.

## Identification des activités professionnelles

### Code APE
L'Insee attribue à une entreprise et à chacun de ses établissements, lors de leur inscription au répertoire SIRENE, un code APE (activité principale exercée) qui caractérise son activité principale par référence à la nomenclature d'activités française (NAF). La valeur donnée par le code APE correspond à une des sous-classes de la NAF. Le code APE est une caractéristique individuelle de toute unité inscrite au répertoire SIRENE. Plus précisément, on distingue le code APEN pour l'entreprise et le code APET pour les établissements.